# Secretaria d'Estat de Serveis Socials
La Secretaria d'Estat de Serveis Socials d'Espanya és una Secretaria d'Estat de l'actual Ministeri de Sanitat, Consum i Benestar Social que exerceix les seves funcions en matèria de cohesió i inclusió social, família, protecció a la infància, atenció a les persones dependents o amb discapacitat, així com de joventut. Així mateix, li correspon la proposta, elaboració i desenvolupament de les normes, actuacions i mesures dirigides a l'execució de les competències del Departament en matèria de drogodependències i unes altres addiccions.
Al capdavant de la secretaria des de la seva creació al juny de 2018 està María Pilar Díaz López, la primera dona amb discapacitat a posar-se al capdavant d'una Secretaria d'Estat.

## Funcions
Segons l'article 2 del Reial decret 1046/2018, les seves funcions són les següents:
- L'articulació de la participació de l'Administració General de l'Estat en el Sistema per a l'Autonomia i Atenció a la Dependència, en els termes previstos en la Llei 39/2006, de 14 de desembre, de Promoció de l'Autonomia Personal i Atenció a les persones en situació de dependència.
- La promoció dels serveis socials i el foment de la cooperació amb les organitzacions no governamentals i impuls del voluntariat social, en l'àmbit de les competències constitucionalment reservades a l'Estat.
- La protecció i promoció de les famílies i la infància, i la prevenció de les situacions de necessitat en què aquests col·lectius poguessin incórrer, en l'àmbit de les competències constitucionalment reservades a l'Estat.
- La promoció i desenvolupament de les polítiques dirigides a les persones amb discapacitat, en l'àmbit de les competències constitucionalment reservades a l'Estat.
- L'exercici de la tutela de l'Estat sobre les entitats assistencials alienes a l'Administració, sense perjudici de les funcions atribuïdes al Protectorat de les fundacions de competència estatal.
- L'impuls de les polítiques de reducció de la demanda del consum de drogues i dels programes de prevenció, tractament, rehabilitació i reducció de danys en matèria de drogodependències i altres addiccions.
- La supervisió dels sistemes de control dels programes internacionals en matèria de joventut.

## Estructura
Pertanyen a la Secretaria d'Estat els següents òrgans directius:
- La Direcció general de Serveis per a les Famílies i la Infància.
- La Direcció general de Polítiques de Discapacitat.
- La Delegació del Govern per al Pla Nacional sobre Drogues, amb rang de Direcció general.
- El Gabinet del Secretari d'Estat.

### Organismes adscrits
- L'IMSERSO.
- L'Instituto de la Juventud
- L'Advocacia de l'Estat en el Departament.
- La Intervenció Delegada de la Intervenció General de l'Administració de l'Estat en el Departament.

## Llista de secretaris d'Estat
- Soledad Murillo de la Vega (2004-2008) (1)*
- Bibiana Aído (2010-2011). (2)
- Laura Seara Sobrado (2011). (2)
- Juan Manuel Moreno (2011-2014) (3)
- Susana Camarero Benítez (2014-2016) (3)
- Mario Garcés Sanagustín (2016-2018) (3)
- María Pilar Díaz López (2018-) (4)
- Soledad Murillo de la Vega (2018-) (2)**
- María Pilar Díaz López (30 de juny de 2018-present)

(1) Secretària General de Polítiques d'Igualtat
(2) Secretària d'Estat d'Igualtat
(3) Secretari d'Estat de Serveis Socials i Igualtat
(4) Secretari d'Estat de Serveis Socials
En el Ministeri de Treball i Afers Socials
En el Ministeri de la Presidència, Relacions amb les Corts i Igualtat